# سیارک ۷۵۹۰
سیارک ۷۵۹۰ (به انگلیسی: 7590 Aterui، نامگذاری:1992UP4) هفت هزار و پانصد و نودمین سیارک کشف شده‌است که در ۲۶ اکتبر ۱۹۹۲ کشف شد.
قدر مطلق سیارک برابر ۱۳٫۵۰ است.